# Babin (przystanek kolejowy)
Babin – nieczynny przystanek osobowy na zlikwidowanej wąskotorowej linii kolejowej Poznań Kobylepole Wąskotorowy - Środa Wielkopolska Miasto. Mieści się w Babinie, w gminie Środa Wielkopolska, w powiecie średzkim, w województwie wielkopolskim. Linia ta została otwarta w dniu 23 czerwca 1902 roku. Rozebrana została w 1978 roku.